# おはようニュースマガジン
『おはようニュースマガジン』は、1991年4月から1993年9月まで読売テレビで放送された近畿広域圏向けのニュース・情報番組である。

## 概要
放送時間は6:00 - 7:00。その日のニュースやスポーツのほか、曜日替わりの特集企画、生電話によるキーワードクイズなどで構成。エンディングでは後枠の『ズームイン!!朝!』の中継先とのクロストークもあった。また、1992年3月27日以前には日本テレビから『ルンルンあさ6生情報』のニュースコーナー「レーダー625」と、『NNN朝のニュース』（ただし、番組内では「6時45分のニュース」に改題）をネットしていた。1992年3月30日以降はこれらの2番組の終了及び『ジパングあさ6』開始に伴い、同番組のニュースコーナー「NNNニュースジパング」をネットするようになる。
メイン司会は週の前後半で異なり、前半（月・火）については、当初は小林大作（『ズームイン!!朝!』の初代大阪キャスター）がフリーアナウンサー藤田佳子（当時　松竹芸能）とともに担当。小林の降板後は、局アナである羽川英樹、萩原あきよしと受け継がれた。後半（水 - 金）は、落語家の桂小春（現・桂小春団治）が担当した。
女性は　藤田佳子と植村なおみが引き続き担当。

1993年秋の改編をもって終了。その後は4年半の充電期間（この間は日本テレビの『ジパングあさ6』を、一部のコーナーを差し替えた上で同時ネット）を経て、1998年春の『元気モンTV』開始により朝6時台の近畿広域圏向け情報番組枠が復活している。
| 読売テレビ 平日6:15 - 7:00 情報番組枠 | 読売テレビ 平日6:15 - 7:00 情報番組枠            | 読売テレビ 平日6:15 - 7:00 情報番組枠      |
| 前番組                                | 番組名                                           | 次番組                                     |
| ------------------------------------- | ------------------------------------------------ | ------------------------------------------ |
| ニュースBOX朝一番!                    | おはようニュースマガジン （※ここまでローカル枠） | ジパングあさ6 OSAKA （関西ローカルパート） |